# Lepthyphantes badhkyzensis
Lepthyphantes badhkyzensis este o specie de păianjeni din genul Lepthyphantes, familia Linyphiidae, descrisă de Tanasevitch, 1986.
Este endemică în Turkmenistan. Conform Catalogue of Life specia Lepthyphantes badhkyzensis nu are subspecii cunoscute.